# Pierre Lancelot
Pierre Jean Georges Lancelot (Nantes, 29 juillet 1901-Cannes, 7 octobre 1957), est un officier de marine français.

## Biographie
Il entre à l'École navale en octobre 1920 et en sort enseigne de vaisseau de 2e classe en octobre 1922. Il est affecté alors sur l'aviso Cassiopée à la division de l'Atlantique. Promu enseigne de vaisseau de 1re classe (octobre 1924), il embarque sur la Garonne avant de servir aux sous-marins. Ainsi, il embarque en 1925 sur le Marsouin et reçoit en décembre 1926 le certificat d’aptitude à la navigation sous-marine.
En 1927, il embarque sur le Gustave-Zédé puis en 1929 sur la Galatée et est promu lieutenant de vaisseau en juillet 1929. Second du sous-marin Fulton (mars 1930), il prend part à deux campagnes à Madagascar et en Indochine et obtient les félicitations du ministre. En octobre 1932, il est adjoint au chef d'état-major du secteur de défense de Brest puis commande en septembre 1934 le sous-marin Eurydice à Cherbourg.
Officier de manœuvre sur le contre-torpilleur Guépard en Méditerranée (juillet 1935), il est nommé en septembre 1937 second du torpilleur Alcyon puis commande (octobre 1938) le sous-marin Diamant à Toulon. En mars 1940, il reçoit le commandement du Béveziers et patrouille dans l'Atlantique.
Capitaine de corvette (juin 1940), il est à Dakar, fidèle au Régime de Vichy en septembre lors de l'attaque britannique et des Forces navales françaises libres et n'hésite pas à appareiller, son bâtiment étant alors en réparations, pour torpiller le cuirassé anglais HMS Resolution qui est ainsi gravement touché. Cette manœuvre intrépide lui vaudra plus tard les félicitations de l'amiral britannique Cunningham. Lancelot obtient dans l'immédiat une citation et est promu capitaine de frégate (octobre 1940).
En 1941, il commande le secteur maritime de défense de la Côte d'Ivoire et la marine à Abidjan puis le contre-torpilleur Terrible (avril 1943) en Méditerranée. Il participe alors, aux côtés des Alliés, à la libération de la Corse, au débarquement de Salerne où il livre un combat à des vedettes rapides et repousse des attaques aériennes (août-novembre 1943). Lors d'un raid en Adriatique avec le Fantasque le 22 février 1944, il détruit cinq navires ennemis au large de Premuda. Le 19 mars, il récidive en ravageant sept navires allemands devant Katákolo.
Promu capitaine de vaisseau (juin 1944), il commande la 10e division de croiseurs légers et, le 17 juin, en pleine nuit, détruit quatre unités ennemies vers Larsa. Il prend ensuite part au débarquement de Provence et fait l'objet de quatre citations.
En juillet 1945, il commande le porte-avions Béarn et transporte des troupes en Indochine, puis sert lors d'une mission de liaison à Singapour. Attaché naval aux États-Unis (juillet 1946), il y obtient du matériel pour la reconstruction de la marine.
Auditeur à l'Institut des hautes études de Défense nationale (1949), major général à Lorient (1950), contre-amiral (octobre 1951) et adjoint à l'amiral commandant en chef les forces navales Sud-Europe à Naples, il devient en mars 1953 adjoint à l'amiral commandant en chef en Méditerranée à Malte puis commande en novembre 1954 le groupe d'action anti-sous-marine.
En octobre-novembre 1956, durant l'expédition de Suez, il commande la force navale d'intervention avec pavillon sur le croiseur Georges Leygues et se montre déterminant dans les premiers combats. Promu vice-amiral et directeur du personnel militaire de la flotte (janvier 1957), à cause d'une négligence technique due à un membre de l'équipage, il se tue dans un accident d'avion à Cannes le 7 octobre 1957. Son épouse reçut en janvier 1958 sa convocation pour la réception de remise des insignes de Grand-officier de la Légion d'honneur. Pierre Lancelot est inhumé au cimetière de Porquerolles.

## Récompenses et distinctions
- Chevalier (11 janvier 1925), Officier (1er août 1941), Commandeur (14 mars 1947) puis Grand-officier de la Légion d'honneur (27 décembre 1956).